# Ли Шоу
Ли Шо́у (кит. трад. 李壽, упр. 李寿, пиньинь Lǐ Shòu, 300—343), взрослое имя Укао (武考) — император государства Чэн (Хань), существовавшего на территории современной китайской провинции Сычуань. Храмовое имя — Чжун-цзун (中宗), посмертное имя — Чжаовэнь-хуанди (昭文皇帝).

## Биография
Ли Шоу был сыном Ли Сяна — дяди и доверенного советника основателя государства Чэн Ли Сюна. Когда Ли Шоу исполнилось 18 лет, то Ли Сюн, веря в его талант, сделал его генералом. После того, как в 328 году умер его отец, Ли Шоу занимал различные важные государственные посты, получил титул Фуфэн-гун (扶風公). В 332—333 годах он отвоевал у империи Цзинь провинцию Нинчжоу (寧州, существовала на территории современных провинций Юньнань и Гуйчжоу), за что получил титул Цзяннин-ван (建寧王).
После смерти Ли Сюна в 334 году новым императором должен был стать его племянник Ли Бань, но несколько месяцев спустя он был убит родными (от наложниц) сыновьями Ли Сюна — Ли Юэ и Ли Ци, после чего Ли Ци стал императором, а Ли Юэ прибрал к рукам государственные дела. В этот период Ли Шоу возглавлял правительство и старался воздерживаться от участия в заговорах в пользу любой из сторон. Ли Ци сделал Ли Шоу губернатором провинции Лянчжоу (梁州, север провинции Сычуань) со ставкой в Фучэне.
Ли Ци опасался заговоров и казнил ряд родственников. Ли Шоу опасался, что он может стать следующим кандидатом на казнь, и во время визитов в столичный город Чэнду поручал кому-нибудь из подчинённых отправить фальшивый доклад о неприятельском вторжении, чтобы иметь повод побыстрее вернуться обратно.
В 338 году отшельник Гун Чжуан посоветовал Ли Шоу восстать и объявить себя вассалом империи Цзинь; советники Ло Хэн и Цзе Сымин помогли ему разработать план атаки на столицу. Ли Ци, до которого дошли слухи об этом, несколько раз посылал евнуха Сюй Фу шпионить за Ли Шоу, а также отравил Ли Ю — сводного брата Ли Шоу. В ответ Ли Шоу сфабриковал письмо от своего шурина Жэнь Дяня о том, что, якобы, Ли Ци собирается арестовать и убить Ли Шоу, и ознакомил с этим письмом своих солдат. Солдаты поверили письму и согласились пойти на Чэнду.
Ли Ци не ожидал атаки, и поэтому на воротах оказался сын Ли Шоу Ли Ши, который открыл их перед войсками Ли Шоу. Ли Шоу вынудил Ли Ци отдать приказ о казни Ли Юэ и ряда других доверенных членов правительства, а затем подделал указ вдовствующей императрицы Жэнь (вдовы Ли Сюна) о смещении Ли Ци с престола и назначении его правителем уезда Сюнду. Позднее униженный Ли Ци совершил самоубийство.
Советники Ло Хэн и Цзе Сымин советовали Ли Шоу объявить себя лишь князем Чэнду и признать себя вассалом империи Цзинь, но Жэнь Дянь, Цай Син и Ли Янь настаивали, чтобы он занял трон. Ли Шоу последовал второму совету, но изменил название государства с Чэн на Хань, и основал новый государственный храм, посвящённый его отцу Ли Сяну и его матери госпоже Цзань, тем самым объявляя о разрыве с режимом Ли Сюна. Он настолько стыдился событий эры Ли Сюна, что запретил своим подчинённым упоминать в докладах и петициях о добродетелях Ли Сюна, рассчитывая, что сможет превзойти его по всем статьям. Ли Шоу потребовал, чтобы Гун Чжуан прекратил отшельничество и стал старшим советником, но тот, разочарованный тем, что Ли Шоу не стал цзиньским вассалом, отказался. Ли Шоу объявил свою жену императрицей, а сына Ли Ши — наследником престола.
Позднее в 338 году чиновник Жэнь Янь — брат вдовствующей императрицы Жэнь — организовал заговор, который был раскрыт. Ли Шоу воспользовался этим в качестве предлога и казнил всех ещё остававшихся к этому времени в живых сыновей Ли Сюна.
Весной 339 года империя Цзинь отвоевала Нинчжоу. В последующие годы Цзинь и Чэн/Хань вели между собой борьбу за отдельные части Нинчжоу.
В 340 году Ши Ху — император Поздней Чжао — предложил Ли Шоу союз против Цзинь. Ли Шоу согласился, и начал строить речной флот и заготавливать продовольствие для похода, несмотря на оппозицию со стороны Цзе Сымина. Тогда в Чэнду прибыл Гун Чжуан и проанализировал для Ли Шоу ситуацию: если Цзинь падёт, то Ли Шоу придётся покориться Поздней Чжао хотя бы просто с учётом размеров, до которых оно вырастет. Тогда Ли Шоу отказался от планов атаки на Цзинь. Позднее Ли Шоу написал Ши Ху грубое письмо, ещё более уменьшив шансы на союз.
Если поначалу Ли Шоу в вопросах управления империей имитировал Ли Сюна, то потом он стал подражать Ши Ху, и начал много строительных работ, которые напрягли население. Это ослабило лояльность народа.
В 343 году Ли Шоу умер, и трон унаследовал его сын Ли Ши.

## Девизы правления
- Ханьсин (漢興 Hànxīng) 338—343